# Dan Shechtman
Daniel Shechtman (Ebraico: דן שכטמן), detto Dan (Tel Aviv, 24 gennaio 1941), è un fisico israeliano naturalizzato statunitense.
Egli è Philip Tobias Professor of Materials Science  presso il Technion (Haifa), nonché associato del laboratorio di Ames (Iowa) del Dipartimento dell'energia degli Stati Uniti.
Nel 1982 scoprì la fase icosaedrale; ciò contribuì notevolmente allo sviluppo della teoria dei cristalli quasiperiodici, per la quale ha ottenuto nel 2011 il premio Nobel per la chimica.

## Biografia
Dan Shechtman è nato nel 1941 a Tel Aviv, in quello che allora era il mandato britannico della Palestina; la città divenne parte del nuovo stato di Israele nel 1948. È cresciuto a Petah Tikva e Ramat Gan. I suoi nonni erano immigrati in Palestina durante la Seconda Aliyah (1904-1914) e avevano fondato una tipografia. Da bambino Shechtman fu affascinato dal "L'isola misteriosa" di Jules Verne (1874), che lesse molte volte. Il suo sogno d'infanzia era diventare un ingegnere come il protagonista, Cyrus Smith.
Shechtman è sposato con la prof.ssa Tzipora Shechtman, capo del dipartimento di consulenza e sviluppo umano dell'Università di Haifa e autrice di due libri sulla psicoterapia. Hanno un figlio, Yoav Shechtman (ricercatore post-dottorato nel laboratorio di W. E. Moerner) e tre figlie: Tamar Finkelstein (psicologa organizzativa presso il centro di leadership della polizia israeliana), Ella Shechtman-Cory (PhD in psicologia clinica) e Ruth Dougoud-Nevo (anche dottorato in psicologia clinica).  È ateo.

## Carriera accademica
Dopo aver ricevuto il suo dottorato di ricerca in ingegneria dei materiali dalla Technion nel 1972, dove ha anche conseguito il suo B.Sc. in ingegneria meccanica nel 1966 e M.Sc. in ingegneria dei Materiali nel 1968, Shechtman è stato membro della NRC presso i laboratori di ricerca aerospaziale di Wright-Patterson Air Force Base, in Ohio, dove ha studiato per tre anni la microstruttura e la metallurgia fisica degli alluminuri di titanio. Nel 1975 entra a far parte del dipartimento di ingegneria dei materiali di Technion. Nel 1981-1983 frequentò la Johns Hopkins University, dove studiò le leghe metalliche di transizione di alluminio a solidificazione rapida, in un programma congiunto con NBS. Durante questo studio scoprì la fase icosaedrale, che ha aperto il nuovo campo dei cristalli quasiperiodici.
Nel 1992-1994 è stato al National Institute of Standards and Technology (NIST), dove ha studiato l'effetto della struttura del difetto del diamante CVD sulla sua crescita e proprietà. La ricerca Technion di Shechtman venne condotta nel Louis Edelstein Center e nel Wolfson Center, da lui diretto. Ha fatto parte di numerosi comitati del Senato Technion e ne ha diretto uno.
Dal 2014 è capo del Consiglio scientifico internazionale dell'Università Politecnica di Tomsk.

## Onorificenze
- Nel 1998 Shechtman ricevette l'Israel Prize per la fisica;
- Nel 1999 ricevette il Premio Wolf per la fisica;
- Nel 2011 ricevette il Premio Nobel per la chimica.